# Stéphane Lissner
Scènes principales
Théâtre du Châtelet (1988-1997)
Festival international d'art lyrique d'Aix-en-Provence (1998-2006)
Théâtre des Bouffes-du-Nord (1998-2005)
Théâtre de la Madeleine (2002-2011)
Teatro alla Scala (2005-2012)
Opéra national de Paris (2014-2020) 
Teatro San Carlo (2020- )
Stéphane Lissner, né le 23 janvier 1953 à Paris (12e), est un directeur de théâtre et d’opéra français.

## Biographie
Fils de dirigeant d'entreprise, il est élève au collège Stanislas et au lycée Henri-IV. Tout juste bachelier, il crée en 1972 le théâtre Mécanique dans une petite salle du 7e arrondissement de Paris. Il le dirige jusqu'en 1975.
Il débute dans le milieu du théâtre public comme secrétaire général du centre dramatique d'Aubervilliers en 1977, puis codirige le centre dramatique de Nice de 1978 à 1983.
Il dirige alors le Printemps du théâtre entre 1984 et 1987, enseigne la gestion des institutions culturelles à l'université Paris-Dauphine en 1984, et est nommé directeur général du théâtre du Châtelet à Paris en 1988 alors qu'il siège au conseil d'administration depuis 1983. Il le demeure jusqu'en 1997 tout en assumant la direction générale de l'Orchestre de Paris de 1994 à 1996.
La direction du Festival international d'art lyrique d'Aix-en-Provence lui est confiée en 1998. Il partage également la tête du théâtre des Bouffes du Nord avec Peter Brook de 1998 à juin 2005, et dirige avec Frédéric Franck le théâtre de la Madeleine depuis 2002.
Devant conserver la gestion du festival d'Aix jusqu'en 2009, il doit le quitter en 2006 pour assumer pleinement les postes de surintendant et directeur artistique du Teatro alla Scala de Milan auxquels il est nommé en avril 2005 et reconduit en novembre 2009.
En octobre 2012, il est nommé au poste de directeur délégué de l’Opéra national de Paris et est désigné pour succéder au directeur d'alors Nicolas Joel au terme du mandat de celui-ci à l'été 2015. Finalement, Nicolas Joël avance la fin de son mandat au 1er août 2014 et, le 9 juillet 2014, Stéphane Lissner est officiellement nommé directeur de l'Opéra national de Paris.
Il est nommé le 7 octobre 2019 surintendant et directeur artistique du teatro San Carlo de Naples, fonctions qu'il devait occuper à l'issue de sa mission à l'Opéra de Paris en 2021. Il anticipe son départ pour Naples en septembre 2020. Le 4 mai 2023, le conseil des ministres italien adopte un décret fixant à 70 ans l'âge de départ à la retraite des étrangers à la tête de scènes lyriques. La mesure, qui s'appliquait déjà aux dirigeants italiens, vise directement les Français Stéphane Lissner et Dominique Meyer, directeur de la Scala de Milan. Lissner devrait donc quitter ses fonctions en 2023. Cependant, selon le correspondant à Rome du journal Le Monde, « Stéphane Lissner s’est dit déterminé à activer tous les recours judiciaires possibles contre la décision qui pourrait lui valoir son poste et contribuer à transformer l’espace culturel public du pays. »,,.

## Polémiques
À l'été 2015 des travaux sont entrepris dans la salle du palais Garnier. Ils concernent la rénovation des tissus des loges (avec la pose du tissu d'origine de la société lyonnaise de soieries Prelle) et la rénovation des cloisons dans les loges de face aux 2e et 3e niveaux, permettant d'améliorer la vue et l'acoustique. Les cloisons voulues par Garnier, garnies de soie et de velours, sont remplacées par des cloisons repliables en bois ornées du tissu originel, montées sur des rails de guidage fixés dans le plafond des loges. Le magazine Connaissance des arts ayant indiqué que ces modifications auraient été effectuées sans autorisation explicite de la DRAC, chargée de veiller à la conservation des monuments historiques, la polémique est ensuite relayée par la presse écrite et les réseaux sociaux,,. Une pétition réunissant plus de 33 800 signatures est adressée à Stéphane Lissner, avant que le débat ne soit porté sur le terrain judiciaire. Après un référé, la déboutant de sa demande,, la Société de protection des paysages et de l’esthétique français (SPPEF) assigne l'Opéra de Paris en tant que personne morale, ainsi que Stéphane Lissner, Jean-Philippe Thiellay (directeur général adjoint de l’Opéra de Paris) et Prunet (architecte des monuments historiques responsable du Palais Garnier) devant le juge pénal. Le 13 octobre 2016 le tribunal administratif de Paris, tout en relevant le caractère trop rapide des travaux, juge que l'autorisation des travaux, délivrée par la DRAC, est légale, au motif que ceux-ci apportent une amélioration au Palais Garnier, et rejette la requête des opposants au projet,. Ce jugement a été confirmé par la cour administrative d'appel de Paris en 2017.
En mai 2018 Stéphane Lissner apporte son soutien à sa directrice de la Danse, Aurélie Dupont à la suite de la divulgation par la presse d'une enquête interne pointant la défiance d'une majorité de danseurs vis-à-vis de leur encadrement.

## Distinctions et récompenses
- Commandeur de l'ordre des Arts et des Lettres Il est promu au grade de commandeur le 16 janvier 2014[24].
- Officier de la Légion d'honneur Il est promu officier le 30 décembre 2016[25].
- International Opera Award pour son « leadership » (2023)[26].

## Publications
- Métro Chapelle, NiL Éditions, Paris 2000,  (ISBN 2-84111-187-3).
- Pourquoi l'opéra aujourd'hui ? Papiers musique 2019  (ISBN 978-2-37907-014-3)